# Мелетій Лончина
Мелетій Лончина (хресне ім'я Матей; 19 серпня 1863, Дернів — 5 листопада 1933, Добромиль) — церковний діяч, священник УГКЦ, василіянин, місіонер, ігумен василіянських монастирів у Галичині, композитор, автор близько 50 церковних пісень.

## Життєпис

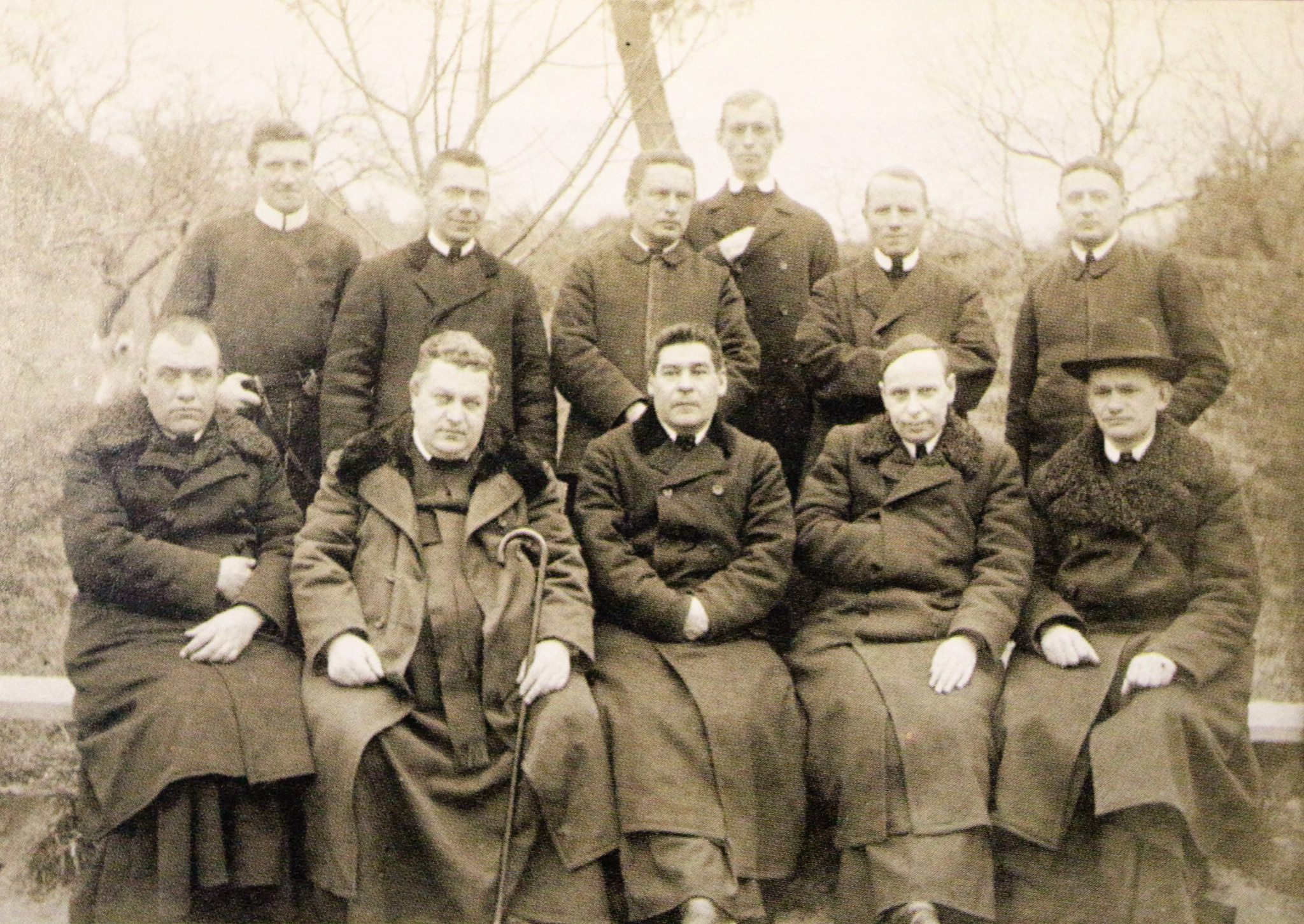
Львів, 1910-ті рр. Сидять (зліва направо): отці В. Градюк, Є. Малицький, П. Філяс, М. Лончина, О. Бурдяк. Стоять: отці Франц Ксаверій Бонн, ЧНІ, П. Боднар, М. Повх, С. Решетило, Д. Ткачук та І. Погорецький

Народився 19 серпня 1863 року в селі Дернів (нині Кам'янка-Бузький район Львівської області). Навчався у Львівській академічній гімназії, де також брав уроки музики та гри на фортепіано. 27 листопада 1883 року вступив до василіянського новіціяту в Добромилі. Перші обіти склав 7 липня 1885 року. Вивчав філософію в Добромильському монастирі, а богословські студії відбув у колегії єзуїтів у Кракові. Вже під час студій уклав декілька церковних пісень. 5 серпня 1888 року склав вічні обіти і того ж року 2 грудня був рукоположений на священника. Працював у різних василіянських монастирях: був катехитом у Жовкві (1891–1894), проповідником у Львові (1894), звідки з іншими василіянськими місіонерами виїжджав на народні місії, виконував уряд заступника ігумена Бучацького монастиря (1895), провадив парафіяльну канцелярію в Жовкві і був там проповідником (1896).
Від 1897 року — на провідних посадах у Василіянському Чині: ігумен Жовківського монастиря (1897), ігумен і парох у Дрогобичі (1898–1900), консультор (радник) Чину (1898—1902), ігумен Львівського монастиря св. Онуфрія (1901–1918), а від 1904 року — консультор Чину, ігумен Свято-Юрського монастиря у Кристинополі (1918–1928) і одночасно духовний провідник новіціяту сестер Служебниць Непорочної Діви Марії та директор Апостольства молитви у Львівській архиєпарії. За станом здоров'я у 1928 році переведений до монастиря св. Онуфрія у Добромилі, де виконував обов'язки духівника василіянських студентів.
Помер 5 листопада 1933 року в Добромильському монастирі.

## Творчість
Отець Мелетій Лончина відомий як церковний композитор і автор посібника з церковного співу, компонував релігійні пісні живою українською мовою. Особливою популярністю користувалися його церковні пісні:
- «Не опускай нас…»,
- «Витай, Діво»,
- «Вседіва Марія»,
- «Назарета любий цвіте»,
- «В страсі і покорі».

Видав також:
- «Коротка наука о Апостольстві Молитви» (Жовква 1905),
- «Чин відправи до Пресьвятого Серця Ісусового в першу недїлю місяця» (8-ме вид., Жовква 1917),
- «Обовязки і привілеї місцевого управителя Апостольства Молитви» (Жовква 1918),
- М. Мешлєр «Святий Йосиф в життю Христа і в життю Церкви [Архівовано 1 жовтня 2021 у Wayback Machine.]» (переклад з нім., Жовква 1921),
- «Молебень до Пресвятого Серця Ісусового» (10-те вид., Жовква 1925),
- «Апостольство Молитви в злуці з Пресвятим Серцем Ісуса Христа» (2-ге вид., Жовква 1926),
- «Молебень до Пречистої Діви Марії на місяць май» (16-те вид., Жовква 1933)[2].

Посмертно опубліковані спогади о. Мелетія Лончини про Добромильську реформу: «До історії добромильської віднови» // Альманах василіянських богословів. Річник І. Із приводу 50-літнього Ювилею реформи Василіянського Чина (1882—1832). Зібрали Ніль Саварин, Маркіян Когут і Роман Лукань, ЧСВВ. — Кристинопіль 1933. — Друкарня оо. Василіян у Жовкві. — С. 40—47.